# Vellozia stenocarpa
Vellozia stenocarpa är en enhjärtbladig växtart som beskrevs av Mello-silva. Vellozia stenocarpa ingår i släktet Vellozia och familjen Velloziaceae. Inga underarter finns listade.